# Samuel McKean

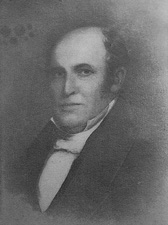
Samuel McKean

Samuel McKean, född 7 april 1787 i Huntingdon County, Pennsylvania, död 14 december 1841 i Bradford County, Pennsylvania, var en amerikansk politiker. Han representerade delstaten Pennsylvania i båda kamrarna av USA:s kongress, först i representanthuset 1823–1829 och sedan i senaten 1833–1839.
McKean blev invald i representanthuset i kongressvalet 1822. Han omvaldes 1824 och 1826. Han var ordförande i representanthusets postutskott (Committee on Post Office and Post Roads) 1827–1829. Han var elektor för Andrew Jackson i presidentvalet i USA 1832.
McKean efterträdde 1833 George M. Dallas som senator för Pennsylvania. Delstatens lagstiftande församling lyckades inte välja en efterträdare åt McKean vid mandatperiodens slut 1839. Pennsylvania hade bara en senator, James Buchanan, fram till januari 1840 då Daniel Sturgeon tillträdde som McKeans efterträdare.